# Педро Замора
Педро Замора (англ. Pedro Zamora) (29 лютого 1972, Гавана — 11 листопада 1994, Маямі) — впливовий американський ВІЛ-інфікований гей-активіст кубинського походження, відомий своєю участю у реаліті-шоу каналу «MTV» «Real World San Francisco» («Реальний світ Сан-Франциско»), за допомогою якого доносив до американських телеглядачів знання стосовно ВІЛ/СНІДу.

## Біографія
Педро Замора народився 29 лютого 1972 у Гавані. Батько, Ектор Замора, був працівником харчового складу, мати, Зорайда Діаз, — домогосподаркою. Появу на світ Педро вважали дивом, оскільки після народження сімох дітей шансів завагітніти у його матері було дуже мало. У віці восьми років разом з родиною покинув Кубу, переїхавши до США. Хоча члени його родини намагалися перетнути кордон разом, місцевий уряд заборонив в'їзд до країни чотирьом старшим членам сім'ї, оскільки їхній вік наближався до призовного. Таким чином американський кордон перетнули тільки батько, мати та лише двоє (з чотирьох) його братів і сестер, включаючи і його самого. Коли Педро виповнилося тринадцять років, померла його мати від раку шкіри. Тому він сам виконував шкільну роботу, беручи активну участь і в позакласному житті школи, внаслідок чого став шанованим учнем та капітаном наукового клубу та загалом здобув найбільшу популярність у школі.

## Хвороба

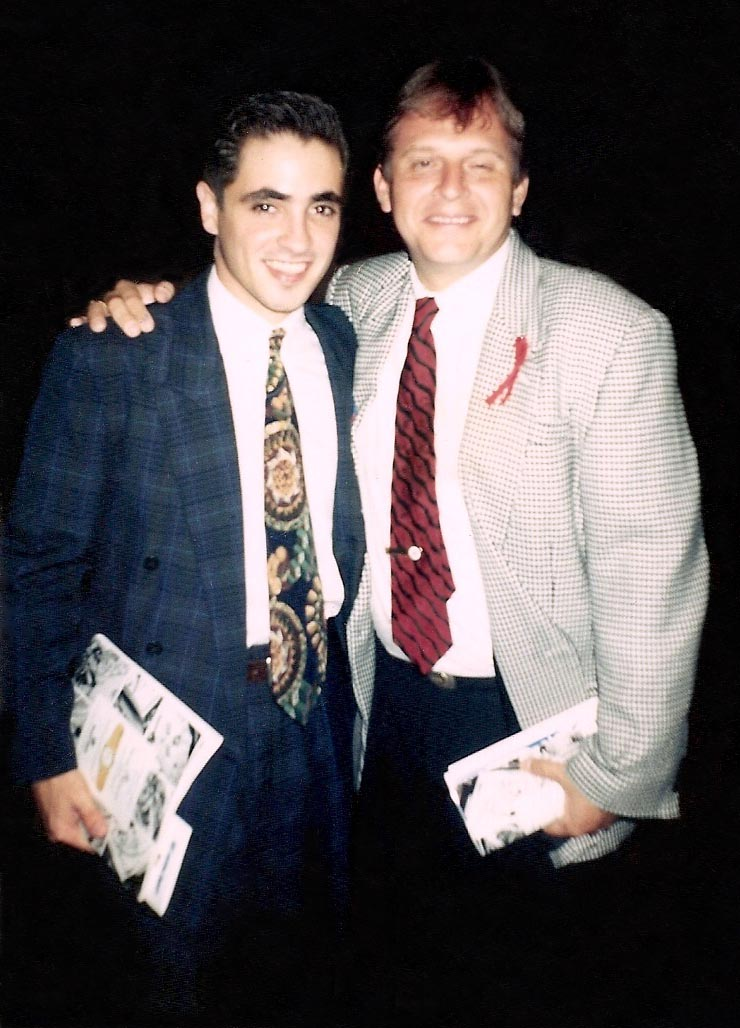
Педро Замора (ліворуч) з Алонсо Р. дель Портільо в 1993 році

Педро Замора дізнався про те, що є носієм ВІЛ, у старші шкільні роки після того, як здав кров на аналіз. Це був 1989 рік. Перед цим він мав стати донором, однак лікарі не погодилися прийняти його кров, що наштовхнуло його на ідею щодо проходження тесту на наявність вірусу імунодефіциту. Після оголошення результату аналізу він був направлений до ресурс-центру для ВІЛ-інфікованих, що знаходився у Маямі, щоб отримати допомогу та підтримку. Ставши активістом у просвітницькій діяльності стосовно СНІДу, з'являвся у популярних мас-медіа: стаття про нього була поміщена на першу шпальту видання «Wall Street Journal», також Замора давав інтерв'ю Філу Донах'ю та Опрі Вінфрі. 12 липня 1993 був протестований конгресом США стосовно просвітницької діяльності у площині ВІЛ/СНІДу та освітніх програм

## Участь у реаліті-шоу
У 1994 Замора став учасником американського реаліті-шоу «The Real World San Francisco», що транслювалося телевізійним каналом «MTV», та через деякий час набув великої популярності. Він використовував свою роль як можливість для просування знань стосовно ВІЛ/СНІДу — він навчав населення США та в цей же час заспокоював своїх сусідів по кімнаті, що разом з ним брали участь у проекті, розповідаючи про шляхи зараження ВІЛ. Під час участі у шоу Замора також одружився зі своїм партнером Шоном Сессером. Цей одностатевий шлюб став своєрідним прецедентом на американському телебаченні. Після цієї події шоу проіснувало один тиждень.

## Смерть

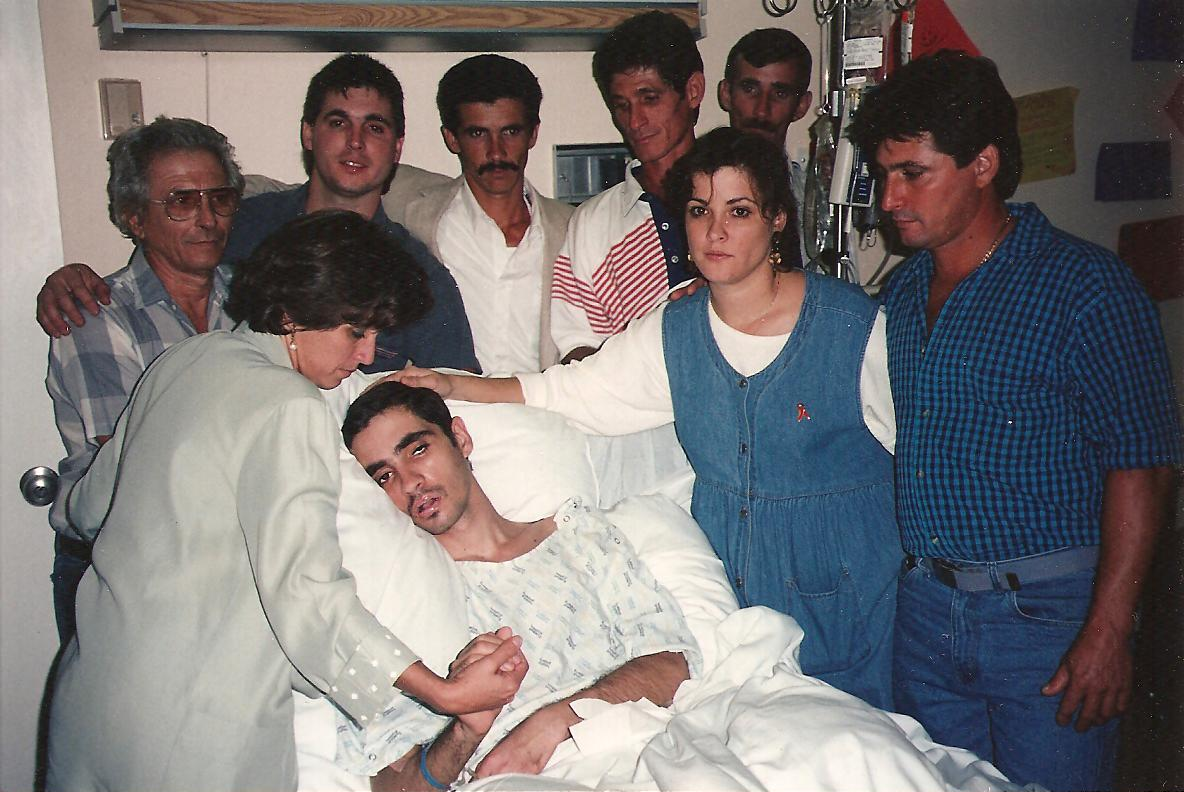
Педро Замора за кілька днів до смерті.

В процесі зйомки шоу стан здоров'я Замори почав погіршуватися. Кількість Т-лімфоцитів у крові учасника знизилася до критичної позначки — 32 на 1 мкл крові, внаслідок чого почали з'являтися різноманітні захворювання. Педро Замора помер рано вранці 11 листопада 1994 від прогресивної мультифокальної лейкоенцефалопатії, що розвинулася на фоні СНІДу, через день після завершення зйомок телевізійного шоу. Похований у передмісті Маямі — Маямі-Лейкс (Флорида).

## Вшанування
Педро Замора був вшанований експрезидентом США Біллом Клінтоном за просвітницьку роботу з питань ВІЛ/СНІДу. Крім цього одна з вулиць Маямі — 59-та — була названа на честь Замори.
У 2008 було знято біографічний фільм «Педро», у якому розповідається про появу молодого ВІЛ-інфікованого гомосексуала на телебаченні, що відбулась у 1994 році. У 2010 кінострічка була номінована на дві нагороди — GLAAD Media Awards (спеціальна кінопремія, що присуджується кінофільмам на тематику ЛГБТ) як найкращий фільм або мінісеріал та премію Гільдії американських письменників (англ. Writers Guild of America) — за найкращий сценарій.